# Liyang (Changzhou)
Liyang (chinesisch 溧阳市, Pinyin Lìyáng Shì) ist eine chinesische kreisfreie Stadt in der Provinz Jiangsu. Sie liegt etwa 60 km südwestlich der bezirksfreien Stadt Changzhou zu deren Verwaltungsgebiet sie gehört. Die Fläche beträgt 1.536 Quadratkilometer und die Einwohnerzahl 749.522 (Stand: Zensus 2010). Früher war es ein Kreis (溧阳县).
Die Stadt verfügt im Norden über ein großes Industriegebiet. Zu den Unternehmen gehören bspw. ein Stahlwerk von Delong Steel und ein Standort von CATL zur Herstellung von Batterien.